# Estratonice (Calcídica)
Estratonice (en llatí Stratonice, en grec antic Στρατονίκη) era una ciutat de la península Calcídica que Ptolemeu diu que estava situada al golf anomenat Singitos, però probablement és un error i estava situada a la costa del golf Estrimònic.